# Garupá
Garupá är en ort i Argentina.   Den ligger i provinsen Misiones, i den nordöstra delen av landet, 800 km norr om huvudstaden Buenos Aires. Garupá ligger 108 meter över havet och antalet invånare är 28 814.
Terrängen runt Garupá är platt. Runt Garupá är det ganska glesbefolkat, med 29 invånare per kvadratkilometer.. Närmaste större samhälle är Posadas, 14,3 km nordväst om Garupá.
I omgivningarna runt Garupá växer huvudsakligen savannskog.